# 國家美術館 (柏林)
國家美術館（德語：Nationalgalerie）是指德國首都柏林的國家美術館群，共包括六座所組成美術館，其中也有位於列為世界遺產的博物館島上的美術館，分別是舊國家美術館、新國家美術館、貝格魯恩博物館、沙爾夫-蓋爾斯滕貝格美術館、漢堡車站美術館及弗里德里希韋爾德教堂。國家美術館也是柏林国立博物馆的一部分，並由普魯士文化遺產基金會負責營運及管理。

## 歷史
國家美術館於1861年由德國銀行家勒夫海因里希·威廉·瓦格納創立，當時的國家美術館原址位在現今的舊國家美術館。1872年，美術館建築完工，開幕式於1876年3月22日由當時的德意志帝國皇帝威廉一世親自舉行。1896年，美術館的董事之一的奧地利印象派收藏家雨果馮·楚丘迪收購了莫內的《音樂學院》和克洛德·莫奈的《視角》，使得國家美術館成為世上第一間收藏印象派畫作的美術館。
第二次世界大戰中，美術館位於的博物館島有70％的面積被炸毀，1950年起的重建計畫並未將受損最嚴重的柏林新博物館列入，原本決定將其拆除，但因一直找不到合適的地方放置館藏，拆除工程被無限期擱置，最終直到1987年決定將其保留，轉而在原址上採取安全和修復工程，但又因所需資金過多而未能動工。直到1990年代末兩德統一，博物館島開始了大規模的重建工程，1999年普魯士文化遺產基金會敲定了博物館島的重建總規劃圖，並設計了地下連通方案將幾個美術館和博物館聯結成一個美術館建築群，還重新分配了1989年前的館藏。
目前，國家美術館收藏了各領域的作品，包含印象派、德國表現主義、超現實主義及立體派等派別，主要展出19-20世紀的作品，但也在各館中展覽如古埃及文化等文物。

## 美術館
博物館道上的6個美術館級博物館：
- 舊國家美術館：主要展出19世紀的藝術作品。
- 新國家美術館：於1968年9月15日開放，位於柏林文化廣場，主要展出20世紀的作品。[9]
- 貝格魯恩博物館：位於夏洛滕堡，於1996年加入國家美術館，主要展示歐洲收藏家貝爾古恩（英语：Heinz Berggruen）收集的20世紀現代藝術經典作品。[10]
- 沙爾夫-蓋爾斯滕貝格美術館：也位於夏洛滕堡，於2008年加入國家美術館，主要展示20世紀法國從浪漫主義到寫實主義的藝術作品。[11][12]
- 漢堡車站美術館：1996年加入國家美術館。
- 弗里德里希韋爾德教堂：由普魯士建築師卡爾·弗里德里希·申克爾設計，於1987年9月作為國家美術館的附屬建築開放，[13][14]但因建築結構不穩，2012年起被無限期關閉。[15]

## 圖庫

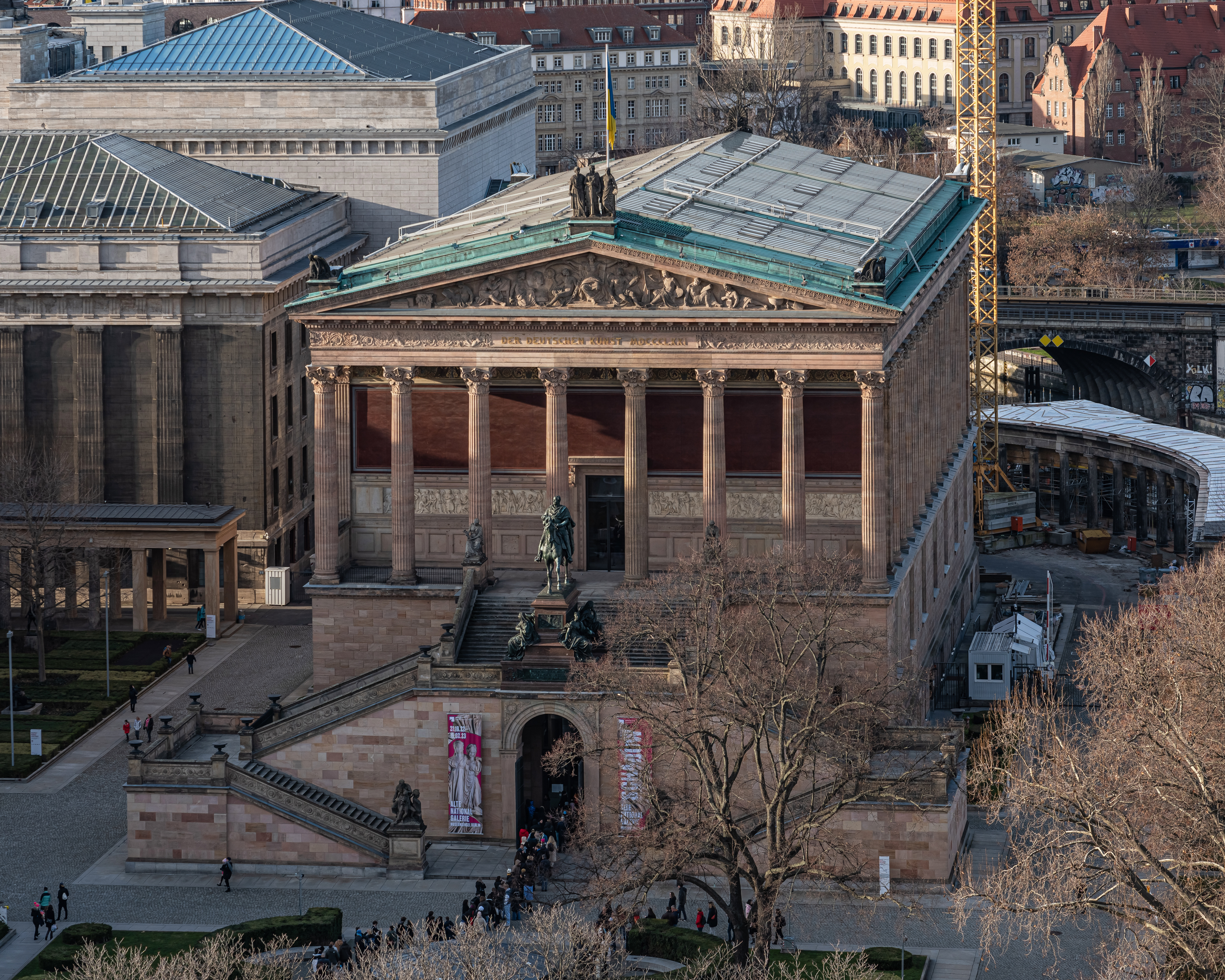
舊國家美術館
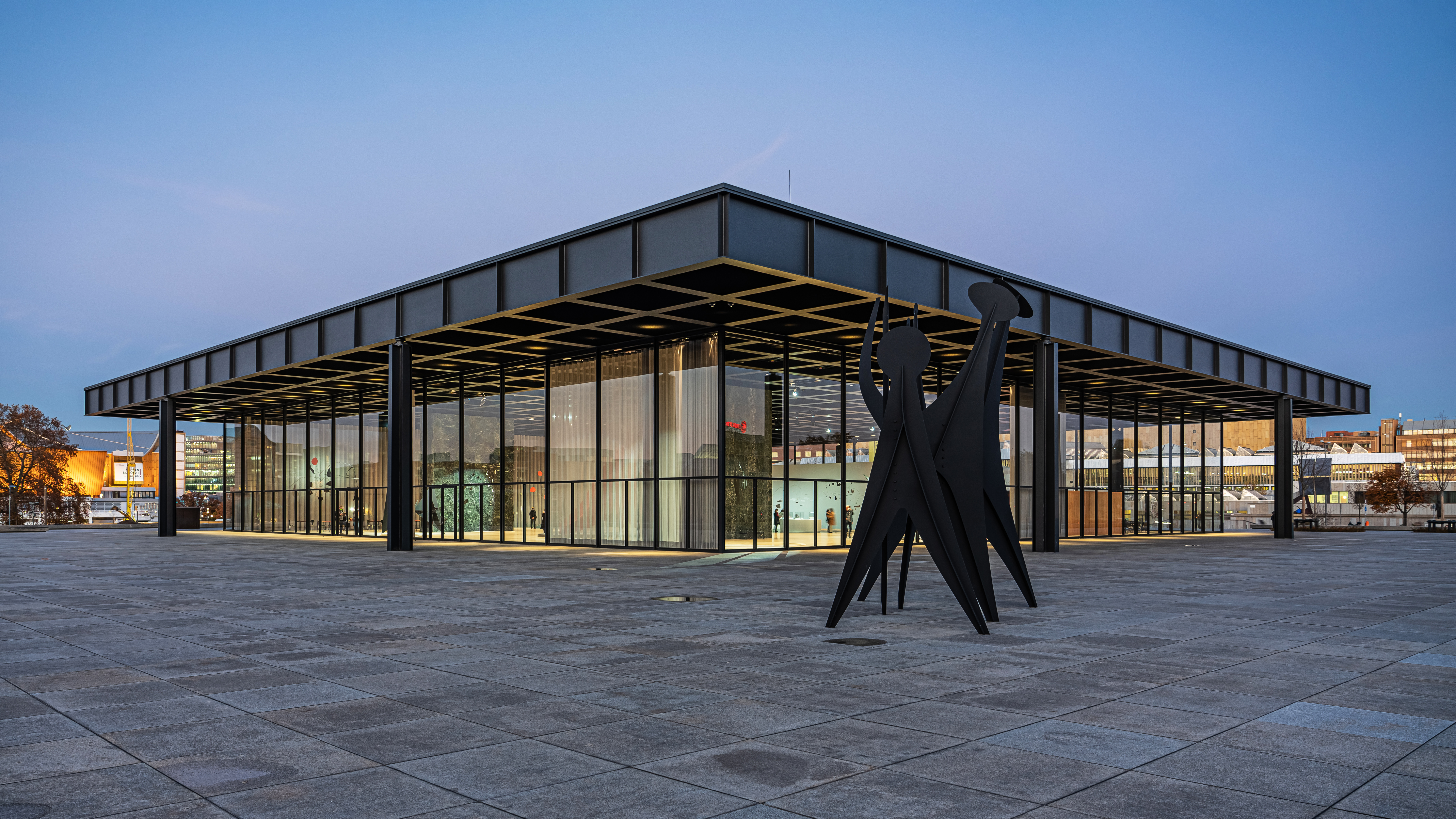
新國家美術館
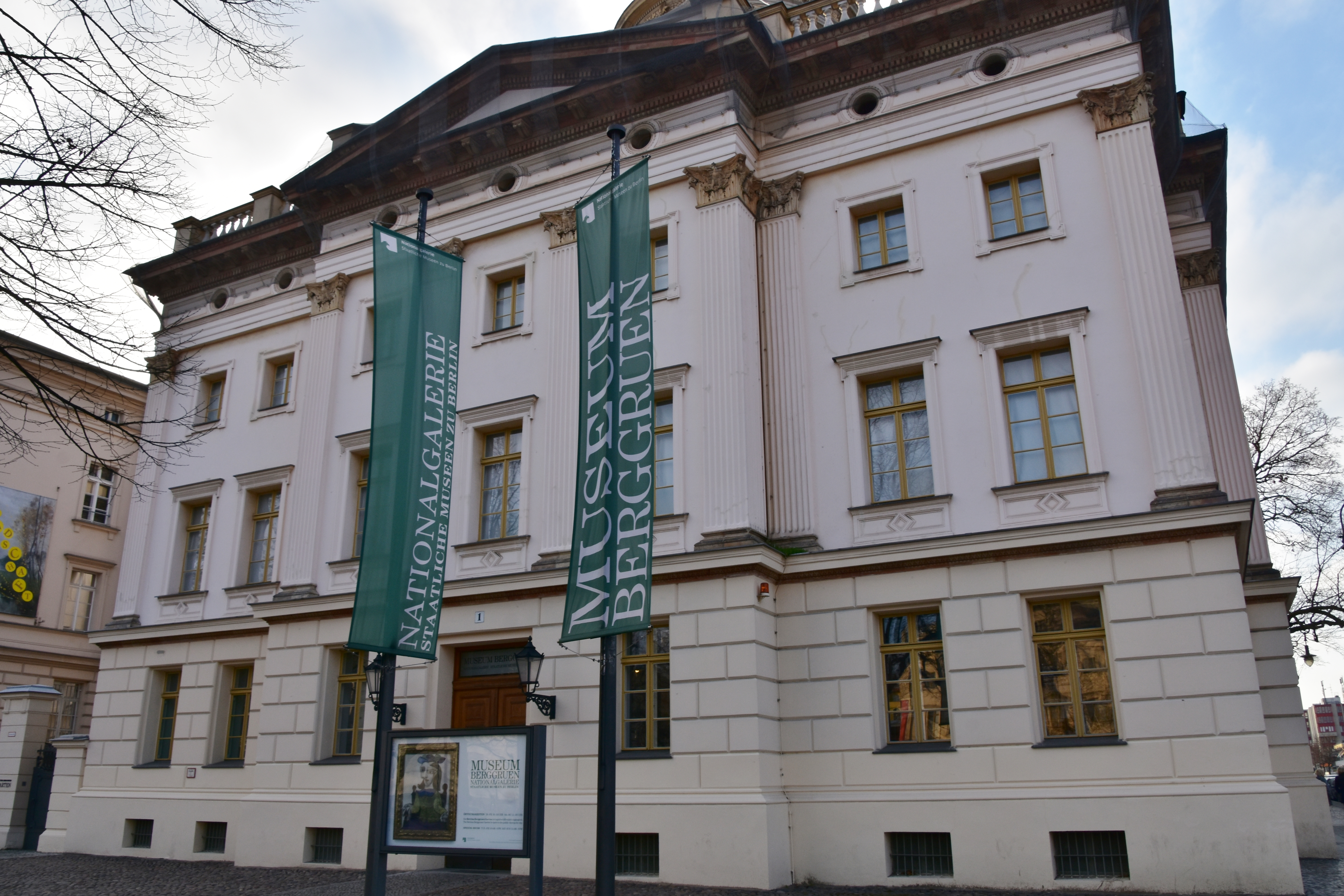
貝格魯恩博物館
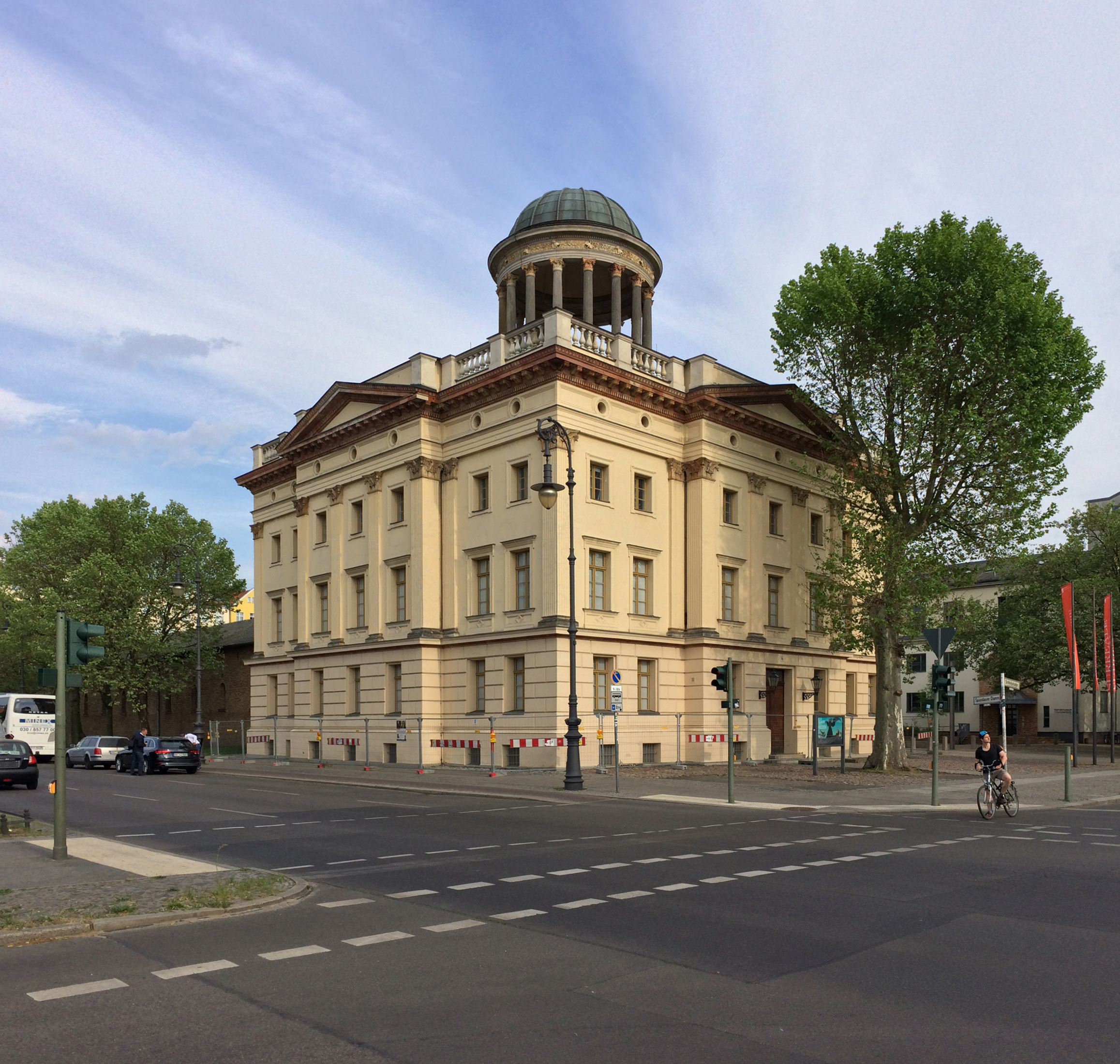
沙爾夫-蓋爾斯滕貝格美術館
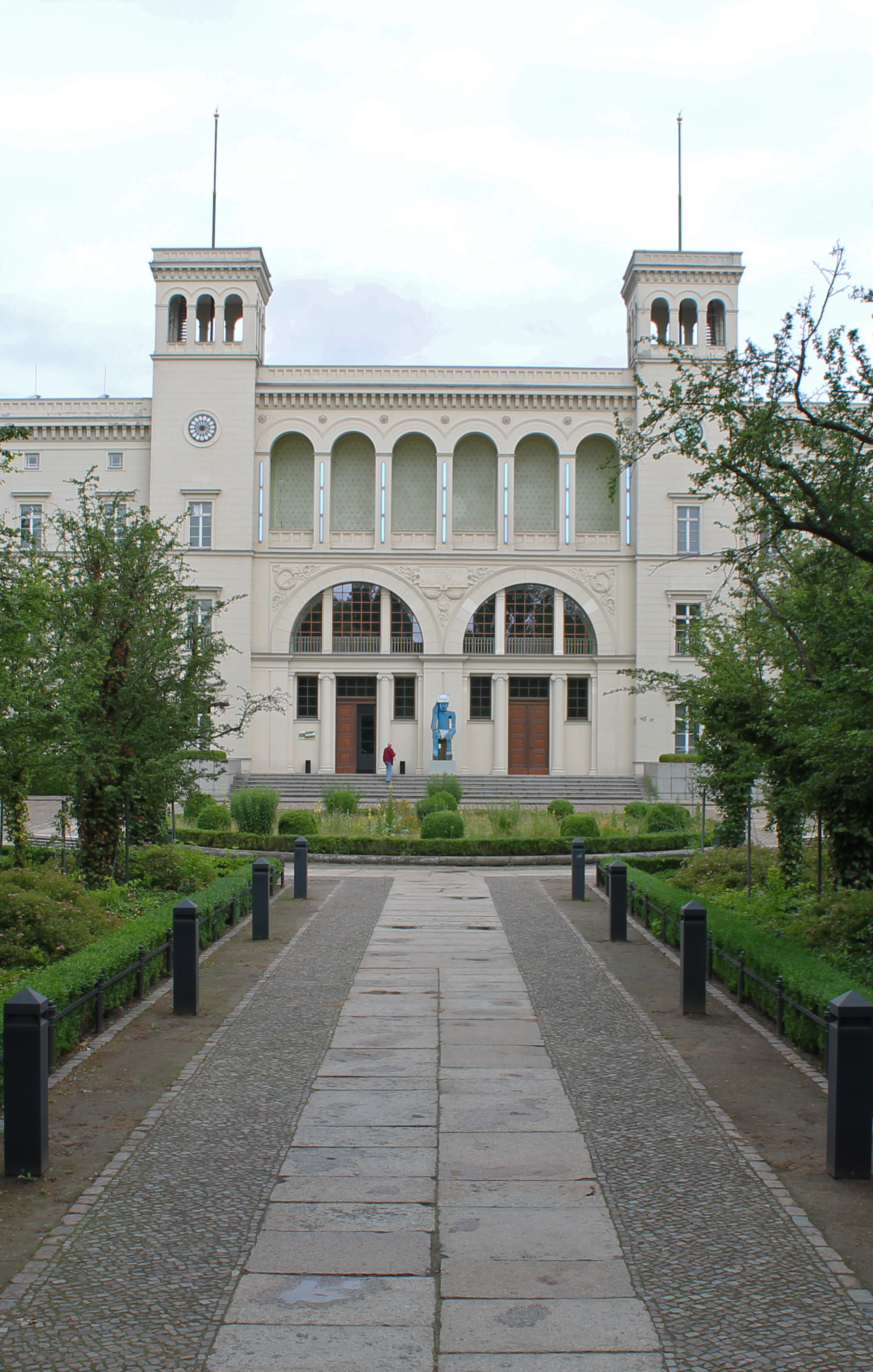
漢堡車站美術館
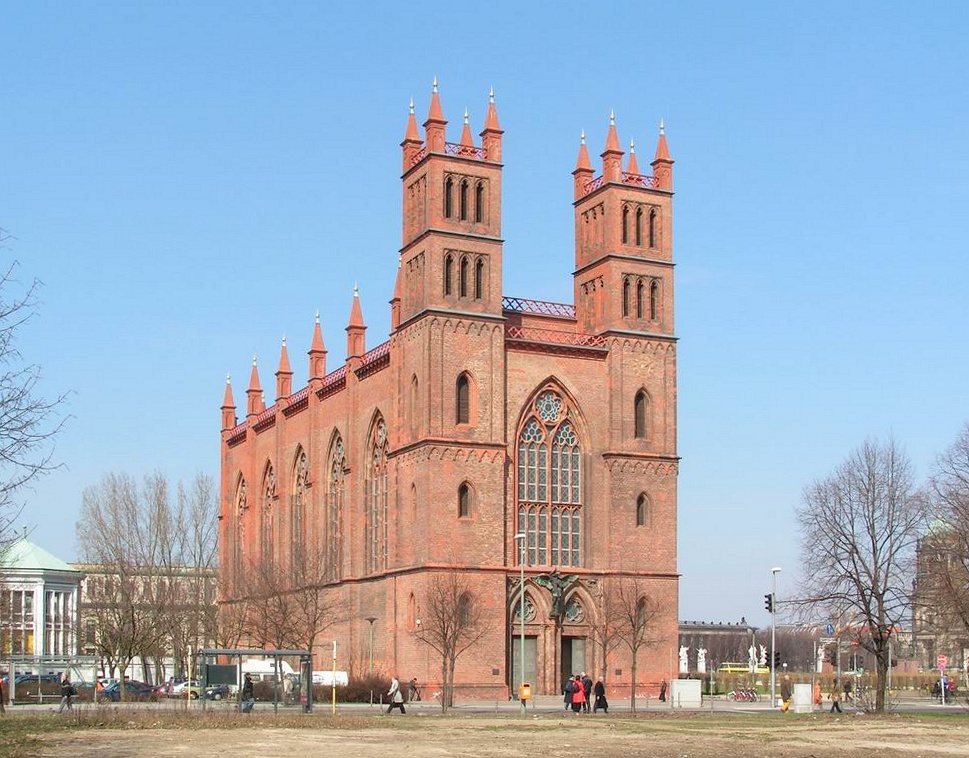
弗里德里希韋爾德教堂

## 外部連結
- 普魯士文化遺產基金會（页面存档备份，存于）（德文）（英文）